# Cash and carry (Segunda Guerra Mundial)

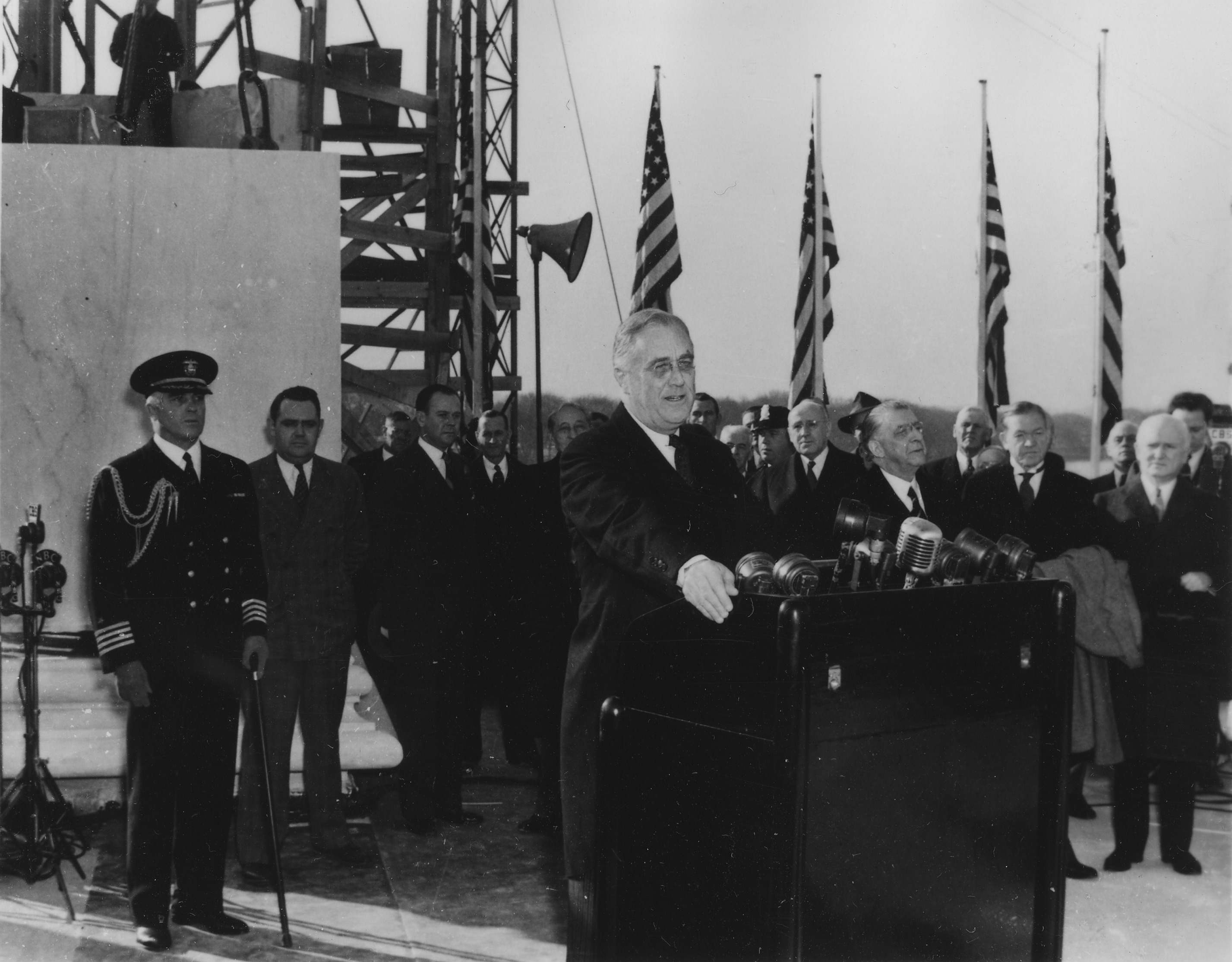
El presidente Franklin D. Roosevelt en el acto de colocación de la primera piedra del Monumento a Jefferson en Washington D. C. celebrado el 14 de noviembre de 1939, solo diez días después de la firma de la Ley cash and carry.

Cash and Carry fue una ley de Estados Unidos firmada por el presidente Franklin D. Roosevelt el 4 de noviembre de 1939 —dos meses después del inicio de la Segunda Guerra Mundial— que modificaba parcialmente las leyes de neutralidad ya que permitía la venta de todo tipo de productos a los Estados que estuvieran envueltos en una guerra si éstos pagaban en efectivo (cash) y ellos mismos se encargaban de transportarlos a su país (carry). Esta ley permitió que Francia y Gran Bretaña pudieran comprar en Estados Unidos las armas y otros bienes que necesitaban para hacer frente a la Alemania nazi —cuya ofensiva tendría lugar en la primavera del año siguiente—. Fue el primer paso que dio Estados Unidos en la ruptura del aislacionismo y el antecedente de la Ley de Préstamo y Arriendo de marzo de 1941.

## Historia
Antes incluso de los acuerdos de Múnich de septiembre de 1938, el presidente Franklin D. Roosevelt había reconocido la amenaza que representaba la Alemania nazi y había puesto en marcha un programa de rearme que consistía en la fabricación de quince mil aviones al año, aunque no decidió aumentar el tamaño del reducido Ejército de Estados Unidos que entonces solo contaba con unos 200.000 hombres, mientras que la Wehrmacht superaba los dos millones. Los peores temores del presidente se confirmaron cuando en septiembre de 1939 estalló la guerra en Europa y Alemania se adueñó de Polonia. El presidente recibió entonces informes de sus embajadas en Londres y en París sobre las necesidades de armas y de otros bienes que tenían Gran Bretaña y Francia para hacer frente a la ofensiva alemana que se preveía que se produciría antes de que acabara el año 1939, aunque finalmente no tuvo lugar hasta la primavera del año siguiente. Francia, por ejemplo, tenía que renovar urgentemente su flota de aviones, la mayoría de los cuales habían quedado obsoletos.
Roosevelt era consciente de que la derrota de las dos democracias afectaría negativamente a los intereses norteamericanos y constituiría una amenaza a su modo de vida. El mismo 3 de septiembre de 1939 en que Francia y Gran Bretaña le habían declarado la guerra a Alemania, el presidente les había dicho a los norteamericanos en una de sus famosas fireside chats (o charlas hogareñas) emitidas los sábados por la radio: «Cuando la paz ha sido rota en cualquier parte, la paz de todos los países está en peligro en todas partes. Aunque deseemos apasionadamente desentendernos, estamos obligados a comprender que cada palabra que llegue a través de las ondas, cada barco que surque el mar, cada batalla que se luche, afecta efectivamente al futuro estadounidense». Añadiendo a continuación, después de asegurar que Estados Unidos permanecería neutral: «Incluso a un neutral no se le puede pedir que cierre su mente o cierre su conciencia». Poco después Roosevelt autorizó la formación de un ejército de 750.000 hombres, cuatro veces superior al que existía hasta entonces, aunque todavía muy lejos del tamaño de los ejércitos de los países beligerantes europeos. Asimismo estableció una zona de seguridad frente a las costas americanas de 300 millas dentro de la cual los barcos de los países aliados gozarían de la protección de la Marina de Estados Unidos.
Sin embargo Roosevelt no podía proporcionar a las dos potencias democráticas ni siquiera ayuda material porque se lo impedían las leyes de neutralidad aprobadas por el Congreso unos años antes a propuesta de los aislacionistas, cuyo posición contraria a que Estados Unidos se viera envuelto en una guerra en Europa, como había sucedido en la Primera Guerra Mundial, predominaba entre la opinión pública y los políticos norteamericanos.
La rápida victoria de Alemania sobre Polonia en septiembre de 1939 permitió al presidente abrir una primera brecha en las leyes de neutralidad. A propuesta suya el Congreso aprobó después de seis semanas de un intenso debate una ley que permitía vender armas y otros bienes a los países envueltos en una guerra si éstos pagaban en efectivo y se encargaban ellos mismos de transportar lo comprado por sus propios medios asumiendo así todos los riesgos. La ley conocida como cash and carry fue firmada por Roosevelt el 4 de noviembre y permitió que Francia y Gran Bretaña pudieran comprar las armas que necesitaban.
En realidad, Roosevelt hubiera preferido que el embargo de la venta de armas a los países en guerra se hubiera levantado sin ningún tipo de restricción —y que se hubiera permitido el recurso al crédito—, pero tuvo que aceptar el cash and carry para que los aislacionistas no impidieran la aprobación de la ley. Esta forma de pago era posible para aquellos países que dispusieran de abundantes reservas de oro y divisas y tuvieran una poderosa fuerza naval, como podía ser el caso de Gran Bretaña y de Francia, pero no el de China que desde 1937 estaba haciendo frente a la invasión japonesa. Además abría un interrogante de cara al futuro: cuando Francia y Gran Bretaña se quedaran sin efectivo, ¿qué haría Estados Unidos?

### Impacto sobre la economía norteamericana
Algunos historiadores británicos, como Antony Beevor o Ian Kershaw, consideran que los cerca de 5.000 millones de dólares que pagó Gran Bretaña en concepto de pedidos de armas entre 1939 y 1940 fueron los que sacaron a Estados Unidos de la Gran Depresión que vivía la economía norteamericana desde el crash de 1929 y los que hicieron posible el gran auge económico que experimentó a partir de entonces.